# Éric Pliez
Éric Pliez, né le 17 octobre 1956 à Conflans-Sainte-Honorine (Seine-et-Oise), est un ancien cadre associatif et homme politique français, actuel maire du 20e arrondissement de Paris.

## Biographie

### Parcours professionnel
Éric Pliez suit une formation d'éducateur spécialisé .
Il rejoint l'association Aurore en 2001 et en deviendra le directeur général jusqu'en avril 2020. Il est également nommé président du Samu social en 2013 jusqu'à démissionner de son mandat en 2019.

### Engagement politique
Éric Pliez est candidat pour la première fois sur une liste féministe aux élections européennes de 2014 et le sera à nouveau, en 2019, sur la liste Génération.s conduite par Benoît Hamon.
En 2019, il est annoncé comme étant la tête de liste dans le 20e arrondissement de Paris en Commun, la plateforme portant la candidature d'Anne Hidalgo pour les élections municipales de 2020. Cette candidature intervient alors que la maire sortante, Frédérique Calandra, élue sous l'étiquette socialiste en 2008 et 2014, déclare rejoindre Benjamin Griveaux. Le 28 juin 2020, la liste qu'il conduit remporte l'élection avec 56,95 % des voix dans une quadrangulaire face à François-Marie Didier, candidat soutenu par Rachida Dati, Danielle Simonnet, candidate de La France insoumise, et Frédérique Calandra, maire sortante et candidate soutenue par Agnès Buzyn. Il est élu maire du 20e arrondissement lors du conseil d'arrondissement du 11 juillet 2020.
En 2020, il est élu président de l'office public de l'habitat de la ville de Paris, Paris Habitat.
En septembre 2021, il tente d'installer dans son arrondissement une salle de consommation à moindre risque avec le partenariat de l'Association Aurore dont il a été président. À la suite de la forte mobilisation des habitants, ce projet ne verra pas le jour.